# 朱汝諧
朱汝諧，元朝濮州（治今山东省鄄城县北）人。
其父朱子明曾命他与兄长朱汝弼分家别产。朱子明去世，朱汝弼家道破落，朱汝谐哭着请哥哥恢复共居。叔父朱子昭、朱子玉贫病，朱汝谐迎到家中，奉汤药食物非常恭敬。后来去世，丧葬尽礼。乡人以他为贤。州县将他的名字事迹上表，朝廷旌表其闾。